# 이호길
이호길(1953년 1월 5일~)은 한국생산기술연구원 수석연구원으로 인조인간로봇 '에버'를 개발, 세계최초로 로봇가수와 로봇배우를 실현시킨 대한민국의 로봇공학자이다.
지난 참여정부의 차세대 성장동력사업 분야 10개 사업단 중 하나인 지능형로봇사업단의 단장(2005~2007)을 지낸 바 있고, 국가로봇산업발전에 기여한 공로로 국무총리포상, ‘로봇의 운동패턴학습’ 등 학술적 연구공적으로 ICROS학회 강영국기술상을 수상한 바 있다.
한양대학교 기계공학과를 졸업하고, 오사카 대학에서 학습제어분야를 창시한 아리모토교수로부터 제어공학 석사와 로봇공학 박사 학위를 수여받았다. 특히, 학위 중에 발표한 로봇의 진동억제를 위한 PDS제어방법은 일본학계의 주목을 받았고, 1991년부터 한국생산기술연구원에서 근무하며 메카트로닉스팀장, 생산자동화센터장, 허브-로봇센터 소장, 지능형로봇사업단장, 로봇종합지원센터장 등을 역임하였다.
대외활동으로는, 1997년부터 로봇표준에 관련하여 ISO/TC184/SC2 전문위원, 2002년부터 과학기술부 국가기술로드맵 기획위원, 산자부 지능형로봇사업 기획위원, 산업기술로드맵 위원장, 2005년에는 ‘로봇산업비전과 발전계획’ 수립을 맡아 국가정책으로 확정시키는 등  지능형로봇 관련 다수의 정책수립에도 기여한 바 있다. ICROS학회 이사, 로봇공학회이사, 로보틱스연구조합 이사 등을 역임하였고, ‘로보틱스와 응용’연구회 회장, 과학기술연합대학원 지능형로봇공학과 교수를 겸직하고 있다.